# Marie Venegas de la Torre
Marie Venegas de la Torre (Zapotlanejo, 8 septembre 1868 - Guadalajara, 30 juillet 1959) est une religieuse mexicaine sous le nom Maria de Jesus Sacramentado, fondatrice des filles du Sacré Cœur de Jésus de Guadalajara et reconnue sainte par l'Église catholique. Elle est la première sainte mexicaine.

## Biographie
Elle naît le 8 septembre, jour de la Nativité de Marie, et reçoit le prénom de María Natividad. À 19 ans, elle est confiée à une tante paternelle car orpheline. Elle sent un fort attrait pour la vie religieuse et le 8 décembre 1889, elle entre dans l'association en plein essor des enfants de Marie Immaculée dans sa ville natale. Pour discerner sa vocation, le père Antoine González lui prête l'imitation de Jésus-Christ pour qu'elle puisse méditer. En novembre 1905, elle fait une retraite selon les exercices spirituels où elle décide de rejoindre les filles du Sacré-Cœur, une association de jeunes filles nouvellement créée pour le soin des malades de l'hôpital du Sacré-Cœur.
Cet hôpital est fondé par la conférence du Sacré Cœur, une branche de la société de Saint-Vincent-de-Paul car l'hôpital de san Miguel de Belén (es) fondé par le serviteur de Dieu Alcalde y Barriga (es), évêque de l'archidiocèse de Guadalajara et la maison de Miséricorde et l'hospice Cabañas fondé par Mgr Ruiz de Cabañas y Crespo deviennent insuffisants pour soigner les malades, accueillir les orphelins, les personnes handicapées ou âgées. L'hôpital du Sacré-Cœur est inauguré le 2 février 1886 et le projet soutenu par le chanoine Atenógenes Silva (es) mais celui-ci étant nommé évêque du diocèse de Colima en 1892, il doit laisser l'œuvre entre les mains de son frère Louis qui souhaite transformer l'association des filles du Sacré-Cœur en congrégation religieuse.
C'est le 8 décembre 1905 que Marie rejoint officiellement le groupe où elle apprend à conserver les médicaments et à faire des préparations pharmaceutiques, elle est ensuite assistante de la directrice de l'hôpital. Lors de la promulgation de la constitution mexicaine de 1917, beaucoup d'institutions sociales de l'Église catholique se voient gravement touchées et l'hôpital risque la liquidation mais il est sauvé par des personnes influentes même si l'association est expropriée de deux maisons qui servaient à payer les médicaments et la nourriture des malades. Le 25 janvier 1921, date à laquelle ont lieu les premières élections canoniques, elle est élue supérieure de la communauté. L'année 1926, les lois antireligieuses de Plutarco Elías Calles provoque la guerre des Cristeros. De nombreuses inspections ont lieu à l'hôpital à la recherche de prêtres ou de rebelles, Marie doit aussi cacher les hosties consacrées pour éviter les profanations.
C'est Mgr de la Mora, évêque du diocèse de Zacatecas qui encourage Marie à donner une base juridique à l'association, pour cela, elle rédige des constitutions religieuses qui sont approuvées à la fin du conflit politique en 1929, le 8 septembre de la même année, avec neuf autres sœurs, elle fait sa profession religieuse sous le nom de Marie du saint-Sacrement des mains de Mgr Orozco y Jiménez, évêque de Guadalajara ; l'après midi, le premier chapitre des filles du Sacré Cœur l'élit supérieure générale de la congrégation, elle est réélue de nombreuses fois jusqu'au 12 septembre 1954 où elle décide de laisser sa place pour se consacrer à la prière. Le 11 février 1956, elle est victime d'un accident vasculaire cérébral qui affecte sérieusement sa santé, elle meurt le 30 juillet 1959.

## Canonisation
Le procès de canonisation s'ouvre en 1980 et envoyé à Rome en 1987,  elle est proclamée vénérable le 13 mai 1989 par Jean Paul II qui la béatifie lors d'une visite à Mexico le 22 novembre 1992 et la canonise le 21 mai 2000. Son corps repose dans la chapelle de l'hôpital de Guadalajara.